# Thiéfosse
Thiéfosse és un municipi francès, situat al departament dels Vosges i a la regió del Gran Est. L'any 2007 tenia 591 habitants.

## Demografia

### Població
El 2007 la població de fet de Thiéfosse era de 591 persones. Hi havia 268 famílies, de les quals 84 eren unipersonals (44 homes vivint sols i 40 dones vivint soles), 88 parelles sense fills, 76 parelles amb fills i 20 famílies monoparentals amb fills.
La població ha evolucionat segons el següent gràfic:
Habitants censats

### Habitatges
El 2007 hi havia 338 habitatges, 269 eren l'habitatge principal de la família, 46 eren segones residències i 23 estaven desocupats. 248 eren cases i 89 eren apartaments. Dels 269 habitatges principals, 203 estaven ocupats pels seus propietaris, 61 estaven llogats i ocupats pels llogaters i 5 estaven cedits a títol gratuït; 1 tenia una cambra, 6 en tenien dues, 40 en tenien tres, 68 en tenien quatre i 153 en tenien cinc o més. 229 habitatges disposaven pel capbaix d'una plaça de pàrquing. A 115 habitatges hi havia un automòbil i a 123 n'hi havia dos o més.

### Piràmide de població
La piràmide de població per edats i sexe el 2009 era:
| Homes | Edats   | Dones |
| ----- | ------- | ----- |
| 0     | 95 o +  | 0     |
| 0     | 90 a 94 | 0     |
| 0     | 85 a 89 | 0     |
| 16    | 80 a 84 | 0     |
| 4     | 75 a 79 | 16    |
| 8     | 70 a 74 | 20    |
| 20    | 65 a 69 | 12    |
| 32    | 60 a 64 | 28    |
| 4     | 55 a 59 | 0     |
| 20    | 50 a 54 | 28    |
| 32    | 45 a 49 | 12    |
| 40    | 40 a 44 | 32    |
| 12    | 35 a 39 | 32    |
| 8     | 30 a 34 | 8     |
| 8     | 25 a 29 | 12    |
| 32    | 20 a 24 | 8     |
| 36    | 15 a 19 | 36    |
| 16    | 10 a 14 | 24    |
| 12    | 5 a 9   | 4     |
| 8     | 0 a 4   | 4     |

## Economia
El 2007 la població en edat de treballar era de 393 persones, 312 eren actives i 81 eren inactives. De les 312 persones actives 283 estaven ocupades (154 homes i 129 dones) i 29 estaven aturades (10 homes i 19 dones). De les 81 persones inactives 38 estaven jubilades, 19 estaven estudiant i 24 estaven classificades com a «altres inactius».

### Ingressos
El 2009 a Thiéfosse hi havia 269 unitats fiscals que integraven 613 persones, la mediana anual d'ingressos fiscals per persona era de 16.099 €.

### Activitats econòmiques
Dels 17 establiments que hi havia el 2007, 2 eren d'empreses extractives, 4 d'empreses de fabricació d'altres productes industrials, 3 d'empreses de construcció, 1 d'una empresa de comerç i reparació d'automòbils, 2 d'empreses d'hostatgeria i restauració, 2 d'empreses immobiliàries, 2 d'entitats de l'administració pública i 1 d'una empresa classificada com a «altres activitats de serveis».
Dels 5 establiments de servei als particulars que hi havia el 2009, 1 era una fusteria, 1 electricista, 2 empreses de construcció i 1 restaurant.
L'any 2000 a Thiéfosse hi havia 12 explotacions agrícoles.

## Equipaments sanitaris i escolars
El 2009 hi havia una escola elemental.

## Poblacions més properes
El següent diagrama mostra les poblacions més properes.